# Alhuitot
Alhuitot är en ort i Mexiko.   Den ligger i kommunen Tancanhuitz och delstaten San Luis Potosí, i den centrala delen av landet, 240 km norr om huvudstaden Mexico City. Alhuitot ligger 97 meter över havet och antalet invånare är 120.
Terrängen runt Alhuitot är kuperad åt sydost, men åt nordväst är den platt. Runt Alhuitot är det ganska tätbefolkat, med 124 invånare per kvadratkilometer. Närmaste större samhälle är Tampate, 8,2 km väster om Alhuitot. I omgivningarna runt Alhuitot växer huvudsakligen savannskog.